# 布隆吉乡
布隆吉乡，是中华人民共和国甘肃省酒泉市瓜州县下辖的一个乡镇级行政单位。

## 行政区划
布隆吉乡下辖以下地区：
九上村、九下村、布隆吉村和双塔村。